# Bröderna Grimms underbara värld
Bröderna Grimms underbara värld (engelska: The Wonderful World of the Brothers Grimm) är en amerikansk film från 1962 i regi av Henry Levin och George Pal. I huvudrollerna ses Laurence Harvey och Karlheinz Böhm och bland övriga roller märks Jim Backus, Barbara Eden och Buddy Hackett. Filmen erhöll en Oscar för bästa kostym och var nominerad i ytterligare tre kategorier.  

## Handling
Filmens berättelse om bröderna Grimm, Wilhelm och Jacob, är på en gång biografisk och en fantasyberättelse. Bröderna arbetar med att avsluta en berättelse till en hertig i trakten, men Wilhelm är mer intresserad av att samla sagor och spenderar ofta sina pengar på att få höra dem berättade för sig av lokalbefolkningen. Sagor som "Den dansande prinsessan" och "Skomakaren och älvorna" är integrerade i handlingen och "De sjungande benen" berättas av en gammal dam medan Wilhelm tjuvlyssnar.

## Rollista i urval
- Laurence Harvey - Wilhelm Grimm / skomakaren ("Skomakaren och älvorna")
- Karlheinz Böhm - Jacob Grimm (som Karl Boehm)
- Claire Bloom - Dorothea Grimm
- Walter Slezak - Stossel
- Barbara Eden - Greta Heinrich
- Oskar Homolka - hertigen (som Oscar Homolka)
- Martita Hunt - Anna Richter (sagoberättare)
- Betty Garde - Miss Bettenhausen
- Bryan Russell - Friedrich Grimm
- Ian Wolfe - Gruber
- Walter Rilla - prästen
- Yvette Mimieux - prinsessan ("Den dansande prinsessan")
- Russ Tamblyn - jägaren ("Den dansande prinsessan") / Tom Thumb (i Wilhelms dröm)
- Jim Backus - kungen ("Den dansande prinsessan")
- Beulah Bondi - zigenaren ("Den dansande prinsessan")
- Terry-Thomas - Sir Ludwig ("De sjungande benen")
- Buddy Hackett - Hans ("De sjungande benen")
- Otto Kruger - kungen ("De sjungande benen")
- Arnold Stang - Rumplestiltskin (i Wilhelms dröm)
- Hal Smith, Mel Blanc, Pinto Colvig & Dal McKennon röster till George Pals Puppetoons - älvorna ("Skomakaren och älvorna")
- Peter Whitney - jätten (ej krediterad)
- Tammy Marihugh - Pauline Grimm
- Cheerio Meredith - Mrs. Von Dittersdorf